# Robert Otto Pohl
Robert Otto Pohl (* 17. Dezember 1929 in Göttingen; † 30. August 2024 ebenda) war ein deutsch-amerikanischer Festkörperphysiker.

## Werdegang
Pohl war der Sohn von Robert Wichard Pohl und Urenkel von Wichard Lange. Seine Mutter stammte aus der Bankiers- und Gelehrtenfamilie Madelung. Er studierte an der Albert-Ludwigs-Universität Freiburg und der Universität Erlangen, wo er 1955 sein Diplom ablegte und 1957 promoviert wurde. Danach war er dort Assistent.
1958 ging er in die USA an die Cornell University, wo er 1960 Assistant Professor, 1963 Associate Professor und 1968 Professor wurde. Ab 2000 war er dort Goldwin Smith Professor Emeritus.
1964 war er Gastprofessor an der TH Aachen, 1966/67 an der TH Stuttgart und außerdem unter anderem an den Universitäten München, Regensburg, Konstanz, der University of Canterbury in Neuseeland und dem Kernforschungszentrum Jülich.
Er befasste sich unter anderem mit Wärmetransport und Gitter-Transportverhalten in kristallinen und amorphen Festkörpern, Struktur von Glas, Fragen der nuklearen Abfallentsorgung (wo er Mitglied eines Beratergremiums zur Zeit der Regierung von Jimmy Carter war) sowie Tieftemperaturtechniken.
Er führte auch die Tradition seines Vaters der Demonstrationsversuche zu Physikvorlesungen fort, unter anderem in Videos für die Neuauflage von dessen Physik-Vorlesungen.
1985 erhielt er den Oliver E. Buckley Condensed Matter Prize für seine Arbeiten über die Struktur von Glas und glasartigen Materialien. Er war ab 1999 Mitglied der National Academy of Sciences, Fellow der American Physical Society und der American Association for the Advancement of Science. 1980 erhielt er den Humboldt US Senior Scientist Award. 1973/74 war er Guggenheim Fellow.